# Tømmerup Sogn
Tømmerup Sogn ist eine Kirchspielsgemeinde (dän.: Sogn) auf der dänischen Insel Seeland.
Bis 1970 gehörte sie zur Harde Ars Herred im damaligen Holbæk Amt, danach zur Kalundborg Kommune im Vestsjællands Amt, die wiederum im Zuge der Kommunalreform zum 1. Januar 2007 in der erweiterten Kalundborg Kommune in der Region Sjælland aufgegangen ist.

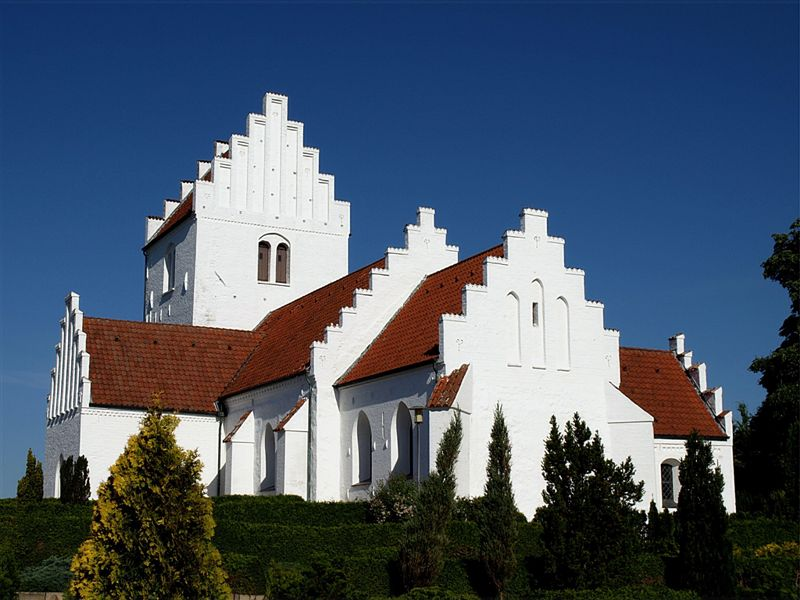
Tømmerup Kirke

Im Kirchspiel leben 1380 Einwohner, davon 753 in der Ortschaft Spangsbro. Die „Tømmerup Kirke“ liegt auf dem Gebiet der Gemeinde.
Nachbargemeinden sind im Osten Værslev Sogn, im Süden Rørby Sogn, im Südwesten Årby Sogn, im Westen Nyvang Sogn und im Nordwesten Raklev Sogn.